# Oskar Fischinger
Oskar Wilhelm Fischinger (Gelnhausen, 22 de junio de 1900 - Los Ángeles, 31 de enero de 1967) fue un pintor, animador abstracto y director de cine alemán. Se destacó por la creación de animación musical abstracta en la que combina la geometría con la música, varias décadas antes de la aparición de los gráficos por computadora y los vídeos musicales.
En la Alemania de Adolf Hitler, se consideró su obra arte degenerado y se exilió en Estados Unidos. Llegó a Hollywood en febrero de 1936. Creó los efectos especiales para la película de Fritz Lang de 1929 La mujer en la luna, una de las primeras películas de ciencia ficción. Realizó más de 50 cortometrajes y pintó alrededor de 800 lienzos, muchos de los cuales se encuentran en museos, galerías y colecciones de todo el mundo. Entre sus obras cinematográficas se encuentra Motion Painting No. 1 (1947), incluida en el National Film Registry de la Biblioteca del Congreso de los Estados Unidos.

## Biografía
Fischinger comenzó como aprendiz en una firma de construcción de órganos después de terminar la escuela hasta que los propietarios fueron reclutados en la Primera Guerra Mundial. Al año siguiente trabajó como dibujante en la oficina de un arquitecto, hasta que también fue llamado a filas. Sin embargo, dada su frágil salud, fue relevado del servicio. Después de la guerra, la familia Fischinger se trasladó al oeste a Fráncfort. Allí Fischinger asistió a una escuela de comercio, trabajó como aprendiz y obtuvo un diploma de ingeniero.

### Primeros años
En Fráncfort conoció al crítico de teatro Bernhard Diebold, quien en 1921 introdujo a Fischinger en la obra y la persona de Walter Ruttmann, pionero del cine abstracto. Inspirado en el trabajo de Ruttmann, Fischinger comenzó a experimentar con líquidos coloreados y materiales de modelado tridimensionales tales como cera y arcilla. Inventó una máquina de cortar cera, que sincronizaba una rebanadora vertical con el obturador de una cámara de cine, permitiendo la proyección eficiente de secciones transversales progresivas a través de un molde de cera y arcilla. Fischinger escribió a Ruttmann hablándole sobre su máquina, y este expresó interés por ella. Tras mudarse a Múnich, autorizó a Ruttmann a usar su máquina de cortar cera, quien la utilizó para hacer algunos fondos para la película de Lotte Reiniger "El Príncipe Achmed". Durante este tiempo el propio Fischinger realizó diversas tomas y pruebas abstractas usando la máquina. Algunas de ellas se distribuyen hoy en día bajo el título de Experimentos de cera.
En 1924 fue contratado por el empresario estadounidense Louis Seel para producir caricaturas satíricas destinadas al público maduro. También realizó películas y ensayos abstractos propios, probando nuevas y diferentes técnicas, incluyendo el uso de múltiples proyectores. "En 1926 y 1927, Fischinger realizó su propio espectáculo de proyección múltiple con varios acompañamientos musicales, los cuales fueron titulados Fieber (Fever), Vakuum, Macht (Power) y más tarde "R-1 ein Formspiel". En 2012, un evento de pantalla múltiple, "Raumlichtkunst", de la serie realizada por primera vez en Alemania en 1926, fue reconstruido por el Centro de Música Visual y expuesto en el Museo Whitney y la Tate Modern en Londres.
Debido a que atravesaba dificultades financieras, Fischinger pidió dinero prestado a su familia, y luego a su casera. Finalmente, en un esfuerzo por escapar de los acreedores, decidió subrepticiamente salir de Múnich hacia Berlín en junio de 1927. Tomando sólo su equipo esencial, caminó 350 millas a través del campo, tomando fotografías que fueron publicadas muchas décadas más tarde como la película Walking from Munich to Berlin.

### Berlín
Al llegar a Berlín, pidió prestado dinero a un pariente y montó un estudio en Friedrichstraße. Pronto estaba haciendo los efectos especiales para varias películas. Sin embargo, sus dibujos animados no fueron aceptados por los productores o los distribuidores. En 1928, fue contratado para trabajar en la epopeya espacial Woman in the Moon (La mujer en la luna, en alemán Frau im Mond), dirigida por Fritz Lang, que le proporcionó un salario constante durante un tiempo. Al mismo tiempo, hizo experimentos con la animación a través de papel-carbón. Produjo una serie de "Estudios" abstractos que se sincronizaban con la música popular y clásica. Algunos de los primeros estudios se sincronizaron con los nuevos lanzamientos de discos de Electrola, y se proyectaron en teatros de primera fila con títulos de crédito que anunciaban el disco, convirtiéndolos así, en cierto sentido, en los primeros vídeos musicales.
Los Estudios - Números 1 al 12 - fueron bien recibidos en los teatros de arte y muchos fueron distribuidos a los principales teatros de toda Europa. Algunos de los Estudios fueron distribuidos a teatros en Japón y los Estados Unidos. Su Studie Nr. 5, proyectado en el " Congreso para la Investigación de la Música del Color " de 1931, fue aclamado por la crítica. En 1931, Universal Pictures compró los derechos de distribución del Studie Nr. 5 para el público estadounidense, y Studie Nr. 7 fue proyectado como un corto con una película popular en Berlín y muchas otras ciudades en todo el mundo. Los efectos especiales que Fischinger hizo para otras películas hicieron que se le llamara "el Mago de Friedrichstraße". En 1932, Fischinger se casó con Elfriede Fischinger, una prima hermana procedente de su ciudad natal de Gelnhausen.
A medida que su poder se consolidaba después de 1933, el gobierno nazi instituyó sus políticas contra lo que denominaba "arte degenerado", por lo que las comunidades abstractas de cine y arte y las posibilidades de distribución desaparecieron rápidamente. Su hermano Hans Fischinger mostró su película absoluta Tanz der Farben (La Danza de los colores) en Hamburgo en 1939. Oskar Fischinger continuó haciendo películas y también encontró trabajo produciendo comerciales (Muratti Marches On, 1934) para una compañía de cigarrillos y Kreise (Muratti Marches On) Círculos (1933-34) para una agencia de publicidad. El color Muratti comercial con su stop-motion de cigarrillos bailando fue proyectado por toda Europa. A pesar de que Fischinger a veces se enfrentaba a las autoridades nazis, logró completar su obra abstracta Komposition in Blau en 1935. Esta obra fue bien recibida por la crítica, y contrariamente a lo que se cree, se registró legalmente. Un agente de la Metro Goldwyn-Mayer proyectó una impresión de Komposition en Blau y Muratti en un pequeño teatro de arte en Hollywood y Ernst Lubitsch quedó impresionado por las películas y la respuesta entusiasta de la audiencia a los cortometrajes. Un agente de Paramount Pictures telefoneó a Fischinger, preguntándole si estaba dispuesto a trabajar en los Estados Unidos y Fischinger rápidamente aceptó.

### Hollywood
Al llegar a Hollywood en febrero de 1936, le dieron una oficina en la Paramount, secretarias que hablaban alemán, un tutor inglés y un salario semanal de 250 dólares. Él y Elfriede socializaron con la comunidad de emigrantes, pero se sentían fuera de lugar entre las élites. Mientras esperaba a que su tarea comenzara, Fischinger se dedicó al dibujo y la pintura. Preparó una película que originalmente fue llamada Radio Dynamics, firmemente sincronizada con la melodía de Ralph Rainger, Radio Dynamics. Este cortometraje fue planeado para la inclusión en el largometraje The Broadcasting of 1937 (1936). Sin embargo, la Paramount sólo había planeado lanzar la película en blanco y negro, lo que no fue comunicado a Fischinger cuando comenzó su trabajo. La Paramount no permitiría ni siquiera una prueba en color de la película de Fischinger. Fischinger pidió que se le permitiera romper su contrato y abandonó la Paramount. Varios años más tarde, con la ayuda de Hilla von Rebay y una subvención del Museo de la Pintura No Objetiva de Solomon R. Guggenheim (más tarde El Guggenheim), pudo comprar la película de la Paramount. Fischinger entonces rehízo y repintó las celdas e hizo una versión en color que le satisficiera y la llamó Allegretto. Esta se convirtió en una de las películas más proyectadas y exitosas de la historia de la música visual y una de las películas más populares de Fischinger.
La mayoría de los intentos de Fischinger como cineasta en América sufrieron dificultades. Compuso  un poema óptico  (1937) a la segunda rapsodia húngara de Franz Liszt para MGM, pero no recibió ningún beneficio debido a los sistemas de contabilidad del estudio. Diseñó la secuencia para la Toccata y Fuga en re menor de Bach para la película de Walt Disney Fantasía (1940), pero no apareció en los títulos de crédito porque Disney alteró sus diseños para que fueran más representativos. De acuerdo con William Moritz, Fischinger contribuyó a la animación de efectos de la varita del Hada Azul en Pinocho (1940). En los años 50, Fischinger creó varios anuncios animados de la TV, incluyendo uno para Madman Muntz Muntz TV.
El Museo de Pintura No Objetiva le encargó sincronizar una película con una marcha de John Philip Sousa para demostrar lealtad a América y luego insistió en que hiciera una película para el Concierto de Brandeburgo N.º 3 de Bach, aunque quiso hacer una película sin sonido para afirmar la integridad de su imagen no objetiva. En secreto, Fischinger compuso la película muda Radio Dynamics (1942).
Frustrado como director de cine, se dedicó a la pintura al óleo como salida creativa. A pesar de que la Fundación Guggenheim solicitó específicamente una película de animación, Fischinger hizo su película de Bach  (1947)] como una documentación del acto de pintar, filmando fotograma a fotograma cada vez trazo de pincel y el estilo de múltiples capas simplemente se asemeja a la estructura de la música de Bach sin ninguna sincronización encorsetada. A pesar de que nunca más recibió fondos para sus películas personales (sólo algunos trabajos comerciales), el  Motion Painting N.º 1  ganó el Gran Premio en el Concurso Internacional de Cine Experimental de Bruselas en 1949. Tres de las películas de Fischinger también se encuentran en la lista de 1984 de la Olimpiada de la animación como unas de las películas más geniales del mundo.
Falleció en Los Ángeles en 1967. Una gran cantidad de información inexacta continúa siendo publicada sobre Fischinger, en su mayoría tomada de viejas fuentes de varias décadas de antigüedad y que a menudo se difunde por la red.

## Lumigraph
A finales de la década de 1940 Fischinger inventó el "Lumigraph" (patentado en 1955) que algunos llamaron erróneamente un tipo de órgano de color. Como otros inventores de órganos de color, esperaba hacer del Lumigraph un producto comercial, ampliamente disponible para cualquier persona, pero no sucedió. El instrumento producía imágenes presionando contra una pantalla de goma para que pudiera sobresalir en un haz estrecho de luz coloreada. Como instrumento visual, el tamaño de su pantalla estaba limitado por el alcance del intérprete. Se requería a dos personas para operar el Lumigraph: una para manipular la pantalla para crear imágenes, y una segunda para cambiar los colores de las luces en la señal.
El dispositivo en sí era silencioso, pero se interpretó acompañando varias canciones. Fischinger dio varias actuaciones en Los Ángeles y una en San Francisco a principios de los años 1950, realizando varias piezas de música clásica europea y populares, y muchos quedaron impresionados por las imágenes espectaculares de la máquina. En 1964 el Lumigraph fue utilizado en la película de ciencia ficción "The Time Travellers (película de 1964), en la que se convirtió en un "lumichord", aunque esta no fue la intención de Fischinger , sino la decisión de los productores de la película. El hijo de Fischinger, Conrad, incluso construyó dos máquinas más de diferentes tamaños. Después de su muerte, su viuda Elfriede y su hija Barbara dieron actuaciones con el Lumigraph, junto con William Moritz, en Europa y los Estados Unidos.
Hoy uno de los instrumentos está en la colección del Deutsches Filmmuseum en Fráncfort, y los otros dos están en California. En febrero de 2007 Barbara Fischinger interpretó en el Lumigraph original en Fráncfort, y en 2012 en Ámsterdam. Podemos encontrar documentación cinematográfica y de vídeo de las actuaciones de Lumigraph de Elfriede en el Centro de Música Visual en Los Ángeles, así como la documentación del ensayo de Barbara 2012, que muestra cómo se opera el Lumigraph.

## Influencia y aportaciones de su obra
La particular forma de Fischinger de combinar efectos visuales con música en sincronía se puede ver reflejada en diversos entornos musicales de la actualidad. Un ejemplo de ello son las visualizaciones de los reproductores de música de algunos sistemas operativos, que representan mezclas de figuras y colores al ritmo de la música que reproducen. Además, este efecto, que ya lo usaba el autor en los años 30 para generar sensación de movimiento y dramatismo en el espectador, se sigue empleando hoy en las discotecas, en las que se coordinan música y efectos de luz para provocar excitación en los asistentes e invitarlos a bailar.